# Noël Pélissou
Noël Pélissou (né le 27 décembre 1887 à Graulhet, où il est mort le 10 mars 1966) est un homme politique français. Il est également père de Lucien Pélissou, résistant français et chef de maquis (1921-2007).

## Biographie
Il est maire de Graulhet de 1938 à 1940, destitué alors par l'administration du Maréchal Pétain. Il entre ensuite dans la résistance sous le pseudonyme de "Gustave", dès 1941. Il appartient au groupe Froment du 1er mars 1941 au 28 février 1943, puis à l'armée secrète du 1er mars 1943 au 13 juillet 1943 et enfin au groupe Veny du 16 juillet 1943 jusqu'à la Libération. Il est chef de secteur de la zone C du Tarn. Il retrouve son fauteuil de maire d'octobre 1944 à 1965.
Il est un ami proche d'Augustin Malroux ancien député du Tarn et résistant. La ville de Graulhet donne son nom au stade de rugby à XV de la ville (Stade Noël Pélissou).